# Escut de Lliçà d'Amunt
L'escut oficial de Lliçà d'Amunt té el següent blasonament:
Escut caironat: d'atzur, una torre oberta d'or acompanyada al peu d'una faixa ondada d'argent; el peu partit: al 1r, d'argent, una creu plena de gules; al 2n, d'or, quatre pals de gules. Per timbre, una corona mural de poble.

## Història
Va ser aprovat l'1 d'octubre del 2002 i publicat al DOGC el 21 d'octubre del mateix any amb el número 3744.
La torre és un element tradicional de l'escut del poble i representa la torre del Pla, un edifici característic de Lliçà; la faixa ondada simbolitza el riu Tenes. Al peu trobem les armes de la ciutat de Barcelona (la creu de Sant Jordi i els quatre pals reials), ja que el poble va pertànyer a la ciutat comtal (de 1490 a 1714) i fou considerat "carrer de Barcelona".